# Z glavo ob zid
Z glavo ob zid (nemško Gegen die Wand, turško Duvara Karşı) je nemško-turški dramski film iz leta 2004, ki ga je režiral in zanj napisal scenarij Fatih Akın. V glavnih vlogah nastopajo Birol Ünel, Sibel Kekilli, Catrin Striebeck in Meltem Cumbul. Zgodba prikazuje nemškega vdovca turškega rodu Cahita Tomruka (Ünel), ki je po smrti žene zapadel v alkoholizem in narkomanijo. Pristane na navidezno poroko z mlado Sibel Güner Kekilli, ki želi ubežati omejevanju in nadlegovanju s strani moških sorodnikov. 
Film je bil premierno prikazan 12. februarja 2004 na Mednarodnem filmskem festivalu v Berlinu, kjer je kot drugi turški film osvojil glavno nagrado zlati medved, kar je pred tem uspelo le filmu Susuz Yaz leta 1964, osvojil pa je tudi nagrado Mednarodnega združenja filmskih kritikov. V nemških kinematografih so ga začeli predvajati 11. marca, v turških pa osem dni za tem, po svetu je prinesel več kot 11 milijonov USD prihodkov od prodanih vstopnic. Osvojil je evropski filmski nagradi za najboljši film in nagrado občinstva, nominiran pa je bil še za najboljšo režijo, igralko (Kekilli), igralca (Ünel) in scenarij, ter nagrado Goya za najboljši evropski film in nagrado ameriškega Nacionalnega združenja filmskih kritikov za najboljši tujejezični film. Na Evropskem filmskem festival v Sevilji je osvojil nagrado občinstva, na Mednarodnem filmskem festivalu v Santa Barbari pa posebno nagrado žirije za najboljšo igralko (Kekilli).

## Vloge
- Birol Ünel kot Cahit Tomruk
- Sibel Kekilli kot Sibel Güner
- Catrin Striebeck kot Maren
- Güven Kiraç kot Seref
- Meltem Cumbul kot Selma
- Hermann Lause kot dr. Schiller
- Demir Gökgöl kot Yunus Güner
- Cem Akın kot Yilmaz Güner
- Mona Mur kot stranka
- Adam Bousdoukos kot točaj 1
- Mehmet Kurtuluş kot točaj 2
- Tim Seyfi kot taksist
- Fanfare Ciocărlia kot glasbeniki
- Stefan Gebelhoff kot Nico
- Francesco Fiannaca kot moški